# Аркадій (Фьодоров)
Архієпископ Аркадій (у світі Григорій Федорович Фьодоров; 1784, Дмитрівське Владимирської губернії — †8 (20) травня 1870, Олександро-Свирський монастир, Вепсляндія) — релігійний діяч та церковний педагог у Російській імперії. Автор полемічних творів проти російського та карельського старообрядництва. Служив як православний єпископ на білоруських, карельських та вепських землях.
Єпископ Відомства православного сповідання Російської імперії. Архієпископ Олонецький та Петрозаводський.

## Життєпис
Народився в сім'ї дяка в селі Дмитрівському, Покровського повіту, Владимирської губернії на корінних землях фіно-угорського народу меря.
1800 вступив до Владімірської духовної семінарії, закінчив 1807. Як найкращий учень був залишений в семінарії учителем.
18 травня 1814 — прийняв чернецтво. У грудні того ж року призначений наглядачем Владімірських духовних училищ. 1818 архімандрит Боголюбова монастиря.

### Еміграція до Білорусі
У червні 1823 Російська імперія вирішила посилити релігійний контроль за греко-католицькими громадами Білорусі, уродженця Московщини призначають ректором Могильовської духовної семінарії та настоятелем Оршанського Богоявленського монастиря; наступного року він уже ректор Мінської духовної семінарії, одночасно настоятель Гразовсько-Івано-Богословського монастиря.
1825настоятель Пінського монастиря у Білорусі.

### Повернення на Московщину
1827 — переведений на посаду ректора до Ярославської семінарії.
3 лютого 1829 — хіротонія в єпископа Оренбурзького.
8 серпня 1831 — переміщений до Пермської катедри.
25 грудня 1833 — зведений в сан архієпископа.

### У Карелії та країні Вепсів
29 березня 1851 — став архієпископом Олонецьким та Петрозаводським. Територія ввіреної єпархії обіймала винятково фіно-угорські території Карелії, Вепсляндії та східної Саамії. Тут зберігалася дониконіанська Православна церква, з якою Фьодоров почав доволі діяльну боротьбу. Вся його літературна діяльність відобразилася у нескінчених листах, настановах, які були надруковані у різних духовних виданнях, мали полемічний напрямок. Намагався вплинути на найбільш авторитетних старообрядців. На початку його діяльності в Пермській єпархії було два єдиновірних приходи, до кінця було 70 із загальної кількості 179 в російській імперії. Від 1836 до 1851 архієпископ Аркадій примусив до переходу у Відомство православного сповідання Російської імперії 40863 чоловік, більшість — карели..
У Петрозаводську завдяки йому почалося будівництво Святодухівського собору та будівлі Олонецької семінарії.
7 липня 1869 — звільнений на покій до Олександро-Свирського монастиря, де і помер в схимі 8 травня 1870. Похований у підцерков'ї монастирського Троїцького собору, під вівтарем.